# Сойсал, Мюмтаз
Мюмтаз Сойсал (тур. Mümtaz Soysal; 15 сентября 1929, Зонгулдак — 11 ноября 2019) — политик, учёный, один из создателей Конституции Турции.

## Биография
В Анкарском университете Сойсал окончил сначала факультет политических наук, а затем — юридических. Окончил докторантуру по политологии, получил звание профессора. В течение многих лет преподавал право. Участвовал в составлении Конституции Турции (1961) и Демократической республики Конго (2006).
Участвовал в левой политике, был среди основателей журнала «Yön» (в 1961 году) и газеты «Ortam». В итоге военного переворота 1971 года потерял работу декана, был обвинён в коммунистической пропаганде и получил 6 лет 8 месяцев тюрьмы, из которых отсидел более 14 месяцев.
В 1974 году он стал первым бывшим узником совести, вошедшим в состав Международного исполнительного комитета правозащитной организации «Amnesty International». В 1974 году получил от имени «Amnesty International» Нобелевскую премию мира. Писал для «Milliyet» (1974—1991), «Hürriyet» (1991—2001) и «Cumhuriyet» (с 2001).
В 1991 году был избран в парламент Турции от Социал-демократической народной партии Турции. Как левонационалистический кемалист и этатист выступал с резкой критикой приватизации.
В 1994 году занимал пост министра иностранных дел Турции.
Бывший член Республиканской народной, Социал-демократической народной и Демократической левой партии, в 2002 году стал основателем и лидером турецкой независимой республиканской партии. Оставался её председателем до 2014 года.